# 陳琪 (香港藝員)
陳琪（英語：June Chan，1974年5月26日—），為前香港無綫電視演員。

## 背景
陳琪早年就讀聖母玫瑰書院，1997年完成香港演藝學院表演系深造文憑學位，同屆入學的同學尚有羅敏莊、焦媛、楊詩敏等人。她在無綫電視首次出演的電視劇是《鑑證實錄》，飾演蘇盈一角，後來出演《妙手仁心II》、《九五至尊》、《金牌冰人》等電視劇，參與戲份越來越多，當中於2007年的《突圍行動》飾演黃寶如（Madam Wong）一角及2014年《再戰明天》內飾演監獄惡霸譚月瓊（殺人鯨）一角得到觀眾注意。
2017年3月，陳琪於社交平台宣佈在拍畢最後一幕《宮心計2深宮計》後離開無綫電視。現時主要於商業電台主持電台節目，至2020年為止。陳琪在網上常被誤認為寶麗金同名女歌手陳琪（Angel Chan），女歌手陳琪首本名曲《隱形》以及動畫美少女戰士S粵語版歌曲常被誤認為由女演員陳琪主唱。

## 感情生活
陳琪的丈夫是無線電視演員胡諾言，曾在《九五至尊》裡飾演姊弟。2009年4月27日在半島酒店擺酒結婚，婚後共育有一子兩女。

## 演出作品

### 電視劇（無綫電視）
| 首播   | 劇名             | 角色                 |
| 1995年 | 真情             | 阿 霞                |
| 1997年 | 美味天王         | Fans                 |
| 1997年 | 鑑證實錄         | 蘇 盈                |
| 1998年 | 天地豪情         | Amy                  |
| 1998年 | 師奶強人         | Kat                  |
| 1998年 | 離島特警         | Lily                 |
| 1998年 | 妙手仁心         | 趙雅莉               |
| 1999年 | 鑑證實錄II       | 楊志美               |
| 1999年 | 寵物情緣         | May                  |
| 1999年 | 刑事偵緝檔案IV   | 李秀儀               |
| 1999年 | 先生貴性         | 馮群娥               |
| 1999年 | 布袋和尚         | 李才人／老闆娘       |
| 1999年 | 人龍傳說         | 嫂（第20集）         |
| 1999年 | 洗冤錄           | 漫 紅（第12集）      |
| 1999年 | 茶是故鄉濃       | 水 仙                |
| 2000年 | 楊貴妃           | 碧 影                |
| 2000年 | 緣份無邊界       | 何姊姊               |
| 2000年 | 碧血劍           | 孫仲君               |
| 2000年 | 妙手仁心II       | 藍 田                |
| 2001年 | FM701            | May（第75—76集）     |
| 2001年 | 美味情緣         | 胡麗貞               |
| 2001年 | 美麗人生         | 金鳯樂水             |
| 2001年 | 倚天屠龍記       | 黃衫女子             |
| 2001年 | 封神榜           | 比干夫人             |
| 2001年 | 公私戀事多       | Winnie               |
| 2001年 | 皆大歡喜         | 蕭夫人               |
| 2002年 | 法網伊人         | 梁淑心               |
| 2002年 | 洛神             | 幼 嬋                |
| 2002年 | 絕世好爸         | 舒 薇                |
| 2002年 | 談判專家         | 馮曉盈               |
| 2003年 | 九五至尊         | 寶 珠                |
| 2003年 | 花樣中年         | 演 員                |
| 2003年 | 金牌冰人         | 翁玉蘭               |
| 2003年 | 繾綣仙凡間       | 秀 慧                |
| 2003年 | 律政新人王       | 陳家詠               |
| 2003年 | 衝上雲霄         | Annie（第6集）       |
| 2003年 | 帝女花           | 嫦 妃                |
| 2004年 | 一屋兩家三姓人   | 鲁淑美               |
| 2004年 | 金枝欲孽         | 郭絡羅·淑寧          |
| 2004年 | 廉政行動2004     | 廉政公署調查員       |
| 2005年 | 心花放           | 錢敏俐（Money）      |
| 2005年 | 御用閒人         | 杜 鵑                |
| 2005年 | 酒店風雲         | 琦朋友               |
| 2005年 | 人間蒸發         | 陳凱恩               |
| 2005年 | 識法代言人       | 李太太               |
| 2006年 | 謎情家族         | 劉麗嬋               |
| 2006年 | 女人唔易做       | 何雅琪（Jackie）     |
| 2006年 | 天幕下的戀人     | 菲 菲                |
| 2006年 | 法證先鋒         | 江韻琴               |
| 2006年 | 愛情全保         | 賀劍秋（青年）       |
| 2006年 | 鳳凰四重奏       | 杜淑嫻               |
| 2006年 | 轉世驚情         | 冷如煙               |
| 2007年 | 廉政行動2007     | 廉政公署調查員       |
| 2007年 | 突圍行動         | 黃寶如（Madam Wong） |
| 2007年 | 師奶兵團         | 黃朱美瑤             |
| 2007年 | 爸爸閉翳         | 呂家慧               |
| 2007年 | 同事三分親       | 倩（第116集）        |
| 2007年 | 律政新人王II     | 丁麗娜               |
| 2008年 | 和味濃情         | 區碧琪               |
| 2008年 | 原來愛上賊       | 周淑滿               |
| 2009年 | 宮心計           | 程穎芳（程掌珍）     |
| 2009年 | 有營煮婦         | Flora（趙監製）      |
| 2010年 | 五味人生         | 榮秀娟               |
| 2010年 | 施公奇案II       | 倩 影                |
| 2010年 | 居家兵團         | 李 太                |
| 2011年 | 仁心解碼         | 劉潔寶               |
| 2011年 | 誰家灶頭無煙火   | Mabel                |
| 2011年 | 七號差館         | 阿 玲                |
| 2011年 | 團圓             | Nancy                |
| 2012年 | 我外母唔係人     | 麗                   |
| 2013年 | 鳳舞香羅         | 白 蘭                |
| 2013年 | On Call 36小時II | 蘇在言               |
| 2014年 | 廉政行動2014     | 李偉華（單元三）     |
| 2014年 | 點金勝手         | 沈嘉雯               |
| 2014年 | 再戰明天         | 譚月瓊（Theresa）    |
| 2015年 | 四個女仔三個BAR  | 雷敏華               |
| 2015年 | 實習天使         | 關美思               |
| 2016年 | EU超時任務       | Natalie              |
| 2016年 | 完美叛侶         | 李彩鳳               |
| 2017年 | 親親我好媽       | 黃陸依琳             |
| 2017年 | 溏心風暴3        | 馮 太                |
| 2018年 | 宮心計2深宮計    | 元 母                |

## 節目主持
- 2009年：《萬千星輝賀台慶》
- 2010年-2012年、2014年：《放學ICU》
- 2013年：《文化廣場》
- 2014年6月：《快樂長門人》
- 2021年9月：《學霸睇樓團》（香港開電視）

## 電影
- 2000年：《創業玩家》
- 1996年 ：《飛虎》
- 2001年：《英雄人物》
- 2002年：《猛鬼放暑假》
- 2005年：《擁抱每一刻花火》

## 節目
- 《1+1的幸福》（2017）

## 電台節目
- 2018年7月30日至8月31日：《小小情人放暑假》（雷霆881，與麥長青主持）
- 2018年9月10日至2020年2月28日：《C9琪艦店》（雷霆881，與蔡靜怡主持）

## 外部連結
- 陳琪的新浪微博
- 陳琪的Instagram帳戶
- 陳琪在互联网电影资料库（IMDb）上的資料（英文）（英文）
- 陳琪在香港影庫上的簡介
- 陳琪在时光网上的簡介（简体中文）